# Jošijuki Hasegawa
Jošijuki Hasegawa (* 11. únor 1969) je bývalý japonský fotbalista.

## Klubová kariéra
Hrával za Honda, Kashima Antlers.

## Reprezentační kariéra
Jošijuki Hasegawa odehrál za japonský národní tým v letech 1995–1996 celkem 6 reprezentačních utkání.

## Statistiky
| Japonsko | Japonsko | Japonsko |
| Roky     | Záp.     | Góly     |
| -------- | -------- | -------- |
| 1995     | 4        | 0        |
| 1996     | 2        | 0        |
| Celkem   | 6        | 0        |